# Henry Morrison Flagler
Pour les articles homonymes, voir Flagler.
Henry Morrison Flagler (2 janvier 1830 – 20 mai 1913) était un riche homme d'affaires américain dans le secteur de l'immobilier et des chemins de fer. Il fut également l'associé du célèbre John D. Rockefeller au sein de la société pétrolière Standard Oil. Il participa au développement de la côte orientale de la Floride et fut le fondateur de la compagnie ferroviaire Florida East Coast Railway. Il fait partie des personnes reconnues comme Père de la ville de Miami et est reconnu comme le fondateur de la ville de Palm Beach.

## Biographie
Henry Morrison Flagler est né à Hopewell dans l'État de New York aux États-Unis. Il était le fils d'Elizabeth Caldwell (veuve Harkness) et du Révérend Isaac Flagler, un pasteur presbytérien. Elizabeth Caldwell appartenait par son premier mariage à la famille Harkness, une famille aisée de l'Ohio, et eut un premier fils Daniel M. Harkness (en), demi-frère aîné d'Henry Flagler.
Henry Flagler quitte la maison à 14 ans pour travailler dans le magasin d'un de ses cousins à Bellevue dans l'Ohio pour un salaire de 5 dollars par mois plus logement. En 1849, il devient chef de vente de la petite société et gagne 400 dollars par mois. Il quitte Bellevue et fonde en 1862 avec son demi-frère la Flagler and York Salt Company. Celle-ci récolte et vend du sel à Saginaw. La fin de la guerre de Sécession en 1865 fait chuter la demande en sel et la société fait faillite. Endetté, il retourne à Bellevue.

### Standard Oil

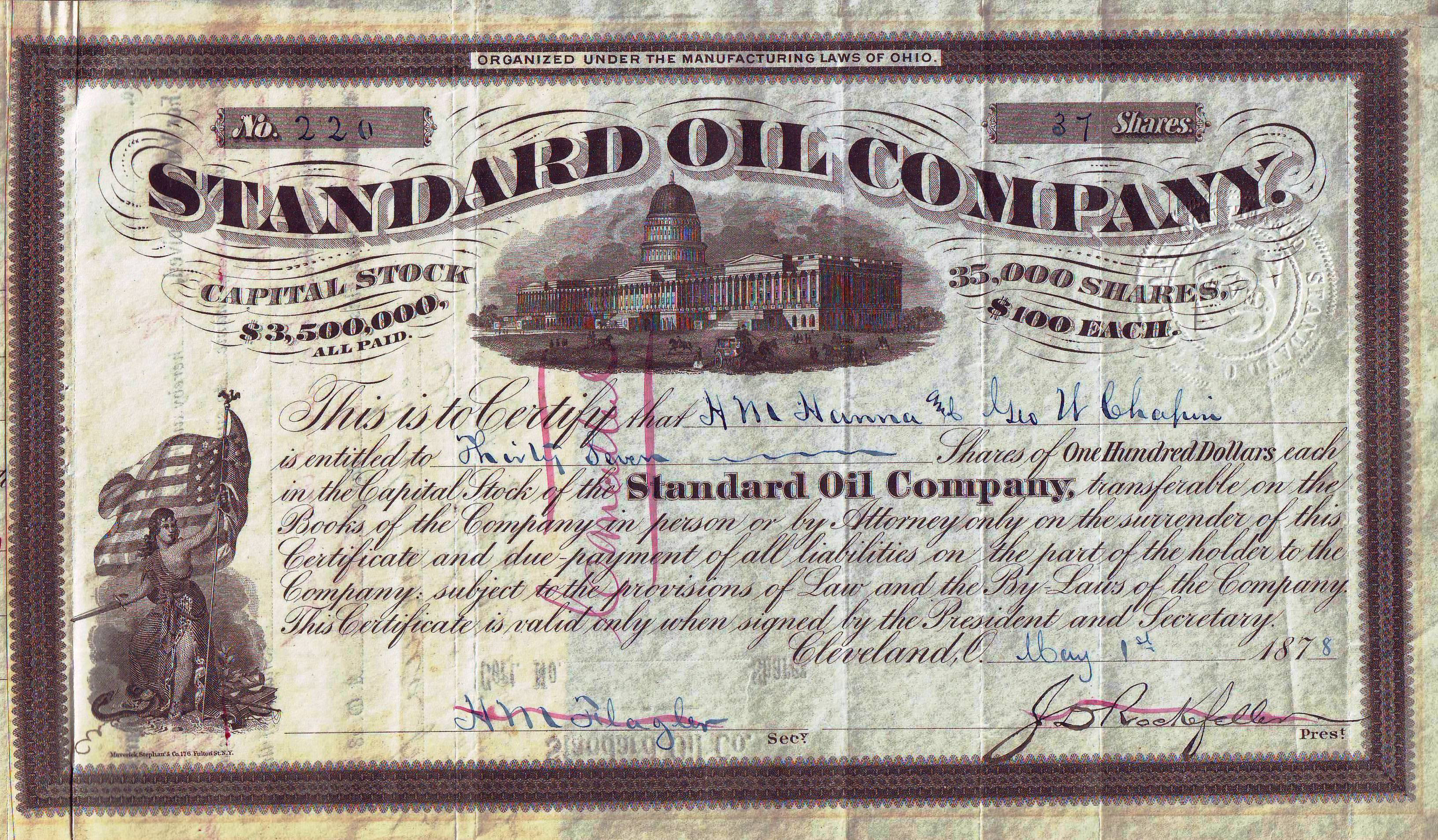
Action de la Standard Oil Company en date du 1 Mai 1878.

À Bellevue, Flagler est grossiste de céréales. C'est là qu'il fait la connaissance du courtier en grains John Davison Rockefeller. Ce dernier s'intéresse depuis 1863 au raffinage du pétrole et songe à profiter du boum économique de la région de Cleveland. À la recherche de nouveaux capitaux, il propose à Flagler de devenir son associé en 1867. Ce dernier obtient 100 000 dollars de la famille Harkness et devient membre du partenariat Rockefeller, Andrews & Flagler. Ce partenariat grandit à l'intérieur de la corporation Standard Oil. Flagler lança l'idée d'offrir des rabais aux clients de la société ce qui permit à la société de devenir imbattable par rapport aux autres concurrents. En 1877, la Standard Oil déplace son quartier général à New York et Flagler s'y installe en même temps.
Il est un des chefs d'entreprises qualifiés de barons voleurs.

### Floride: hôtels et chemins de fer
En 1878, sur le conseil de son médecin, Flagler fait un voyage avec sa femme Mary (née Harkness) Flagler. Celle-ci souffre en effet d'une maladie respiratoire. Le couple se rend à Jacksonville durant l'hiver. Sa femme mourra d'ailleurs trois ans plus tard et il se remariera ensuite avec son infirmière, Ida Alice (née Shourds) Flagler. Celle-ci, affligée de troubles mentaux, fut placée dans un asile d'aliénés en 1897.
Lors de son voyage en Floride, Flagler trouva que la région était charmante mais que le système hôtelier et le système de transport étaient déplorables. Il se dit quand même que la région avait un potentiel pour attirer de nombreux touristes. Flagler resta présent au sein de la Standard Oil mais partit pour la Floride pour y faire des affaires. Il y construit en 1885 à Saint Augustine le luxueux Ponce de León Hotel. En parallèle, il développe le système de transport par rail qui deviendra plus tard le Florida East Coast Railway. 
Le Ponce de León Hotel devient rapidement un succès commercial ce qui motive l'homme d'affaires à investir dans l'immobilier local. Il construit des lignes de chemin de fer permettant de rejoindre le sud de la Floride, jusque-là isolé. Il fait ensuite construire le Royal Poinciana Hotel (1100 chambres) à l'endroit actuel de Palm Beach et crée une ligne de chemin de fer vers la ville proche de service de West Palm Beach. En 1894, cela a pour conséquence de créer la ville de Palm Beach. Il ouvre encore d'autres hôtels par la suite à Palm Beach. 

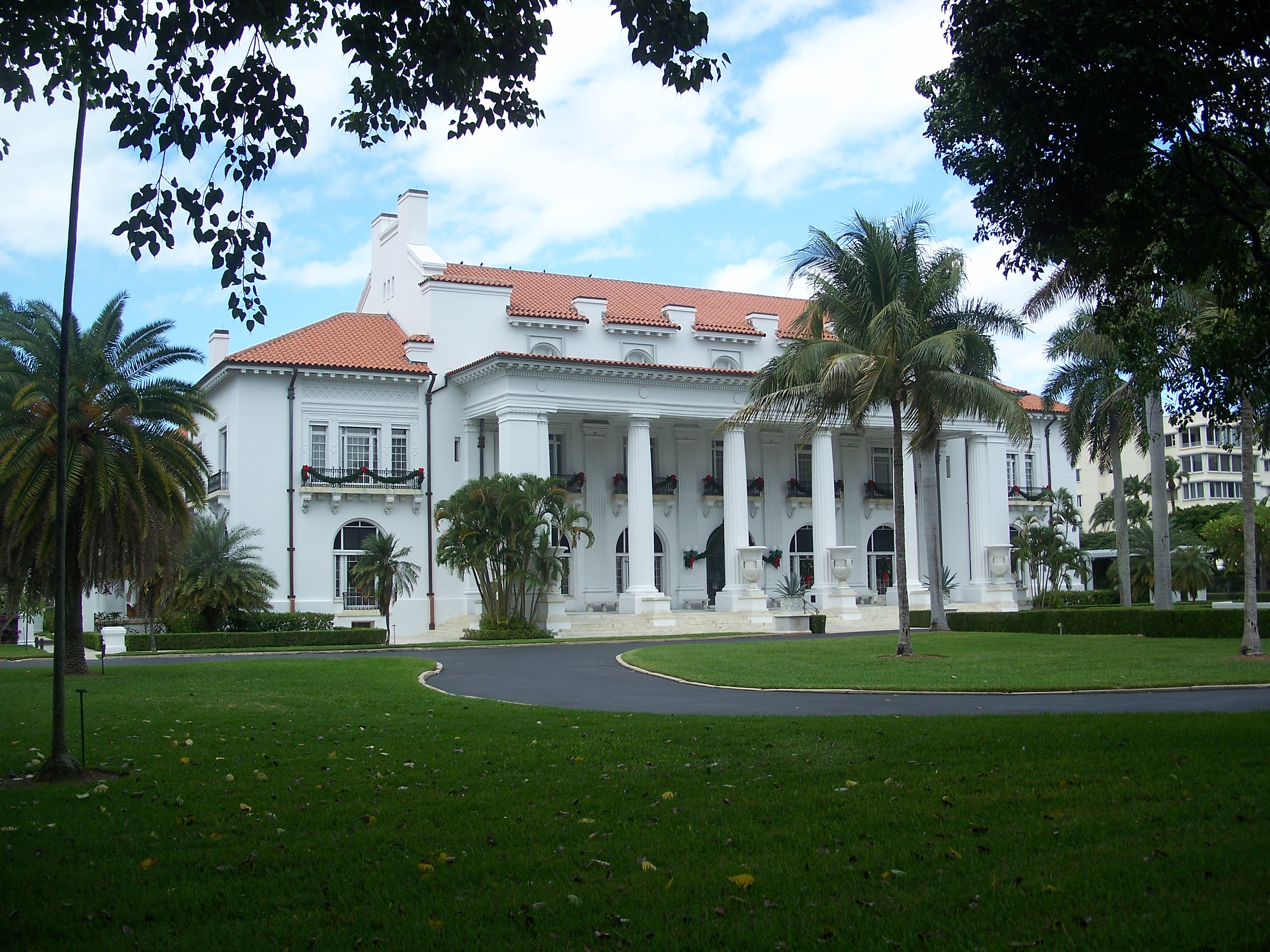
Whitehall, manoir situé à Palm Beach, bâti et offert par Flagler à sa femme Mary Lily Kenan en cadeau de mariage. C'est aujourd'hui le musée Flagler.

Les années qui suivent, il continue sa ligne de chemin de fer jusque dans la région de Miami ce qui permet à cette région de se développer et de voir naître l'importante ville. Sa compagnie Florida East Coast Railway atteint la baie de Biscayne en 1896. Les habitants proposent de nommer la ville Flager en son hommage mais celui-ci refuse et propose de la nommer selon le terme amérindien Mayaimi. En 1897, Flagler y ouvre le Royal Palm Hotel. Plus tard, il sera considéré comme un des « Pères fondateurs » de la ville de Miami.
Âgé de 71 ans, Flagler divorce et se remarie avec Mary Lily Kenan, originaire de Caroline du Nord, sa seconde femme ayant été reconnue folle. En 1905, Flagler décide de prolonger sa ligne de chemin de fer jusque Key West. Flagler voulut profiter de la position de la ville pour faire des affaires avec l'Amérique latine et Cuba mais aussi profiter de l'intention des États-Unis de construire le canal de Panama. Ce canal favoriserait en effet le commerce dans la région vu que Key West était le plus proche port américain en eau profonde. En  30 ans, l'homme aura investi près de 50 millions de dollars dans la région.

## Décès et héritage

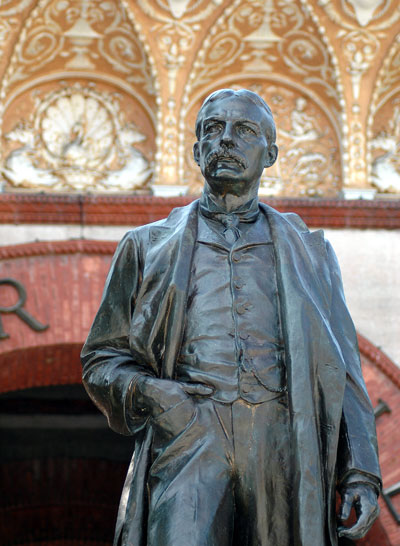
Statue d'Henry Flagler au Flagler College de Saint Augustine.

En 1913, Flagler fait une chute dans un escalier, il ne s'en remettra pas et décédera à Palm Beach le 20 mai à l'âge de 83 ans. Il est enterré à St. Augustine avec sa fille Jenny Louise et sa première femme, Mary Harkness. Flager aura été un visionnaire en voyant avant tout le monde le potentiel de la Floride. Pour lui, le pays marécageux qu'était la Floride pouvait devenir une zone développée notamment dans le secteur du tourisme.
Le Flagler College est nommé en son honneur tout comme le comté de Flagler et la ville de Flagler Beach. À Palm Beach se trouve le Flagler Museum. 
La dernière portion de la ligne de chemin de fer allant jusque Key West fut endommagée par un ouragan en 1935 et la société n'eut plus les moyens de la reconstruire. Les ponts ayant survécu à la tempête furent vendus à l'État de Floride qui s'en servit pour construire l'autoroute Overseas Highway qui mène à Key West grâce à un impressionnant système de ponts.